# Euderus mestor
Euderus mestor är en stekelart som först beskrevs av Walker 1839.  Euderus mestor ingår i släktet Euderus och familjen finglanssteklar. Inga underarter finns listade i Catalogue of Life.